# Angelo Di Pietro (wynalazca)
Angelo Di Pietro (ur. 1950 w Avellino) – włoski inżynier i wynalazca.
W latach 1969–1970 pracował w zakładach konstrukcyjnych Mercedesa. W 1971 roku wyemigrował do Australii, gdzie założył własną firmę konstrukcyjną.
Jest wynalazcą silnika pneumatycznego podobnego do silnika Wankla tyle że zasilanego powietrzem. Jego wydajność jest dużo większa, a zużycie dużo niższe. Angelo Di Pietro chce zastosować swój silnik w maszynach do przewozu owoców (na targach owocowych).